# Нижня Яблунька
Ни́жня Я́блунька — село в Карпатах, у Самбірському районі Львівської області України. Населення становить понад 2700 осіб. Орган місцевого самоврядування — Боринська селищна рада.

## Географія
Село розташоване на території регіонального ландшафтного парку «Надсянського». Через село проходить залізниця Львів—Самбір—Ужгород. У Нижній Яблуньці розташована залізнична станція Яблонка та зупинка Нижня Яблунька.
Через село протікає річка Яблунька. Відстань до райцентру — 7 км.
З села виходять чотири дороги: на Нижній Турів, на Бориню, на Турку, на Верхню Яблуньку.

## Історія
Село Нижня Яблунька (Яблінка Чернецька) було засноване над притокою річкою Яблунькою в 1522 році на підставі привілею краківського воєводи Петра Кміта, виданої Грічу Валашчіну Тарнавському. Тут була невелика німецька колонія.
В 1818 році було побудовано народну школу.
У відкритій однокласній школі навчалося 8 учнів. Першим вчителем був Фединський Федір. Школа проіснувала недовго. Вона припинила свою роботу по причині відсутності вчителя. Найбільша кількість учнів, які навчалися у школі у 1973 році - 506 учнів, працювало вчителів – 36.
У німецько-радянській війні на боці СРСР брали участь 262 селяни, з них загинуло 59. 1970-го року в селі встановлено пам'ятний обеліск на честь убитих нацистами.
У межах насильної колективізації радянська влада зігнала селян до колгоспу імені 50-річчя Компартії України.

## Церкви
- 1. Церква Преображення Господа нашого Ісуса Христа ПЦУ:
Перша письмова згадка про церкву у селі Нижня Яблунька датується 1565 роком. Збудована вона була з дерева в місцевості, яка називається Завідці. У 1803 році церковна будівля опинилася в аварійному стані і жоден майстер не брався її поновлювати. Впродовж 1806-1810 рр. було зведено нову муровану церкву.
Церква була збудована коштом громади села, окремих заможних парафіян та на особисті збереження тодішнього священика о. Григорія Пелеховича за проектом архітектора Йосифа Вандрушки храм однонавний з одноярусною невеликою квадратною вежею. У 1851 році у храмі встановлено іконостас на зразок кафедрального Перемишльського. Іконостас різьбив Генріх Гейгель, малярські роботи виконав Юліан Зулуський. Три образи на стінах вівтаря пензля Йосифа Буковина.
Будівлю церкви декілька разів реставрували. Вперше в 1901 році ремонт був здійснений стараннями отця Полянського. Вдруге церкву реставровано у 1926 році. Після відновлення малярських робіт на Спаса 19 серпня 1937 року церкву посвятив Перемишльський єпископ Йосафат Коциловський. Від того часу цей день став храмовим празником.
Імена священників та роки їх служіння в храмі:
- о. Г. Пелехович - 1808-1838 рр.;
- о. О. Луцький - 1838-1839 рр.;
- о. А. Климінський - 1839-1852 рр.;
- о. І. Хомин - 1853-1856 рр.;
- о. А. Полянський - 1856-1914 рр.;
- о. Ф. Ямінський - 1914-1918 рр.;
- о. О. Мартинович - 1918-1931 рр.;
- о. М. Вовчик - 1931-1934 рр.;
- о. Баран - 1936-1943 рр.;
- о. І. Лях - 1943-1946 рр.;
- о. М. Копистинський - 1946-1968 рр..

Від 1984 року душпастирем села є митрофорний протоієрей отець Богдан Малий. Настоятель о. Богдан прийшов на парафію після отримання вищої духовної освіти у Ленінградській Духовній Академії. Багато зусиль він доклав для відновлення церковного життя та благоустрою села, навчання й християнського настановлення молоді. Станом на 2010 рік, завдячуючи старанням настоятеля церкви мешканці села зберігають одноконфесійність і гуртуються навколо церкви Преображення господа нашого Ісуса Христа ПЦУ.
Постійною турботою о. Богдана є реставрація та збереження храму як архітектурної пам’ятки. Впродовж 1987-1990 рр. здійснено капітальний ремонт споруди, покрівлі та фундаменту церкву, збудовано плебанію. Впродовж 2003-2009 рр. було укріплено стіни й купол храму. У 2009 р. оновлено розпис інтер’єру. У 2010 р. будується кована огорожа біля церкви. Відновлювальні роботи виконуються за кошти громади села Нижня Яблунька та жертводавців. За духовно-пастирське служіння та відновлення храму о. Богдана Малого відзначено вищими нагородами ПЦУ. 6 серпня 2024 року, на свято Преображення Господнього, було освячено каплицю біля церкви.
- 2. Церква Різдва Пресв’ятої Богородиці ПЦУ. Настоятель: митр. прот. Роман Цап.
- 3. Церква Івана Хрестителя УГКЦ.
- 4. Зруйнована каплиця РКЦ:
Поряд із залізничною станцією в 1911 році була побудована дерев'яна римсько-католицька каплиця, знищена в 1975 році.

## Пам'ятки
Перед Першою світовою війною через Н. Яблуньку проходила унікальна підвісна дорога для транспортування деревини з Борині. На цей момент збереглися лише фрагменти несучої конструкції дороги.

## Населення
- 1880—1468 (у тому числі 1186 греко-католиків, 1 римо-католик, та німецькі колоністи — євангелісти та юдеї)[4].
- 1921—2076 мешканців.
- 1989—2843 (1424 осіб, 1419 жін.)[5]
- 2001—2826[6].

## Господарство
До місцевого колгоспу входило 4309 га сільгоспугідь, з них 2089 га орної землі. Спеціалізація — м'ясо-молочне тваринництво.

## Освіта та соціальна сфера
Одна початкова та середня школи, народний дім (180 місць), бібліотека (12300 книг), два медпункти, будинок побуту, вісім крамниць.

## Відомі мешканці
- Степан Зелінка (1940—2000) — український вчений-ботанік, педагог.
- Микола Кльоб (1995—2014) — солдат Збройних сил України, учасник російсько-української війни в 2014 році, поліг під Луганськом.
- Ігор Пукшин (нар. 1965) — український юрист, державний службовець, громадський діяч.